# 236785 Hilendarski
236785 Hilendarski este o planetă minoră (asteroid) din centura de asteroizi. A fost descoperită pe 15 august 2007 la  de Filip Fratev⁠(d). 
Obiectul prezintă o orbită caracterizată de o semiaxă mare de 2,3806829379729 UAi, o excentricitate de 0,15, o înclinație de 7,7 ° în raport cu ecliptica.